# Amaterasu
Amaterasu, znana tudi kot Amaterasu Ōmikami (天照大御神, 天照大神) ali Ōhirume no Muči no Kami (大日孁貴神), je boginja sonca v japonski mitologiji. Je eno glavnih božanstev (kami) šintoizma, opisana v najzgodnejših japonskih literarnih besedilih, Kodžiki (ok. 712 n. št.) in Nihon Šoki (720 n. št.) kot vladarica (ali eden od vladarjev) nebeškega kraljestva Takamagahara in mitska prednica japonske cesarske hiše prek svojega vnuka Ninigija. Skupaj s svojimi brati in sestrami, luninim božanstvom Csukujomi in silovitim bogom nevihte Susano, velja za enega od »Treh dragocenih otrok« (三貴子, mihashira no uzu no miko / sankiši), treh najpomembnejših potomcev boga stvarnika Izanagija.
Glavni kraj čaščenja Amaterasu, veliko svetišče Ise v Iseju v prefekturi Mie, je eno najsvetejših krajev šintoizma ter glavno romarsko središče in turistična točka. Tako kot drugi šintoistični kami je tudi ona zapisana v številnih šintoističnih svetiščih po vsej Japonski.